# Cantuaria allani
Cantuaria allani là một loài nhện trong họ Idiopidae.
Loài này thuộc chi Cantuaria. Cantuaria allani được Raymond Robert Forster miêu tả năm 1968.